# Superpuchar Polski 1996
La 10ª edizione della Supercoppa di Polonia  si è svolta il 20 luglio 1996.
Allo Stadion MOSiR di Wodzisław Śląski si scontrano il Widzew Łódź, vincitore del campionato e il Ruch Chorzów, vincitore della coppa nazionale.
A vincere il trofeo è stato, per la prima volta nella sua storia, il Widzew Łódź.

## Tabellino
| Arbitro: | Piotr Werner |

|  |                      |  |
|  | Tiri di rigore 5 – 4 |  |